# James Comey
James Brien Comey Jr. (ur. 14 grudnia 1960 w Yonkers) – amerykański polityk i urzędnik państwowy, z wykształcenia prawnik. Dyrektor FBI w latach 2013–2017.

## Życiorys
Urodził się 14 grudnia 1960 roku w Yonkers, jako syn przedsiębiorcy branży nieruchomości Jamesa Briena Comeya. Uczęszczał do Northern Highlands Regional High School w Allendale (ukończył ją w 1978 roku), w tej miejscowości również dorastał. W następnych latach uczył się w College of William and Mary (do 1982 roku) i skończył prawo na University of Chicago Law School.
W latach 1985–1987 pracował dla sędziego okręgowego Johna M. Walkera, po czym trafił do biura prokuratora południowego dystryktu Nowego Jorku, Rudy’ego Giulianiego jako zastępca kierownika działu kryminalnego i pozostał na tym stanowisku do 1993 roku. W latach 1996–2001 pracował jako asystent prokuratora wschodniego dystryktu Wirginii ds. rejonu Richmond. Kolejny rok piastował urząd prokuratora południowego dystryktu Nowego Jorku, w tym czasie doprowadził do skazania Marthy Stewart. Za rządów prezydenta George’a W. Busha pełnił, w latach 2003–2005, funkcję zastępcy prokuratora generalnego.
W marcu 2004 roku popadł w konflikt z administracją prezydenta, gdy w związku z hospitalizacją prokuratora generalnego Johna Ashcrofta tymczasowo go zastępował. Dzień po nieplanowanej hospitalizacji Ashcrofta wygasała jego tymczasowa zgoda na nieograniczoną inwigilację osób podejrzewanych o terroryzm. Comey stanowczo odmówił administracji prezydenta przedłużenia zgody na inwigilację, uważając że narusza ona wolności obywatelskie. Po bezowocnych naciskach prezydenccy urzędnicy udali się do niedysponowanego prokuratora generalnego w nadziei, że udzieli on zgody na inwigilację. Aby temu zapobiec, Comey w pośpiechu udał się do szpitala i pilnował, by półprzytomnego przełożonego nie nakłoniono do podpisania stosownych dokumentów. Następnego dnia prezydent Bush osobiście obiecał Comeyowi ponowne opracowanie procedur w sposób zgodny z prawem.
Następnie do 2010 roku był konsultantem i wiceprezesem firmy Lockheed Martin. Trzy lata później, w maju, prezydent Barack Obama mianował go dyrektorem Federal Bureau of Investigation. Mocno krytykowany był jego wpływ na kampanię prezydencką w 2016 roku. W lipcu zakończył śledztwo ws. maili Hillary Clinton i ogłosił, że nie będzie wnioskować o postawienie jej zarzutów, co ściągnęło na niego krytykę Donalda Trumpa oraz Partii Republikańskiej. Natomiast 28 października Comey ogłosił wznowienie śledztwa ws. Clinton, w efekcie czego spotkał się z krytyką ze strony ustępującego prezydenta i Partii Demokratycznej, a 6 listopada poinformował o ponownym zakończeniu śledztwa z powodu braku podstaw do postawienia zarzutów.
13 stycznia 2017 r. inspektor generalny w Departamencie Sprawiedliwości Michael Horowitz ogłosił wszczęcie w sprawie działań Comeya i FBI wewnętrznego śledztwa. 9 maja tego samego roku Comey został zdymisjonowany przez prezydenta Donalda Trumpa ze stanowiska dyrektora FBI przed upływem kadencji, jako drugi dyrektor w historii, co media porównały do tzw. „masakry sobotniej nocy” z 1973 roku. Oficjalnie jako powód odwołania Biały Dom wskazał nieodpowiednie potraktowanie kwestii służbowych maili Hillary Clinton, jednak Trump szybko przyznał, że powodem było śledztwo ws. rosyjskiej ingerencji. Sam Comey stwierdził, że prezydent naciskał na niego, aby zaprzestał śledztwa w sprawie kontaktów Michaela Flynna z Rosjanami i domagał się od niego deklaracji lojalności, a w razie braku spełnienia tych żądań zagroził mu dymisją. Według Comeya do zwolnienia go doszło, gdy oświadczył prezydentowi, że śledztwo ws. domniemanej współpracy członków otoczenia Trumpa z Rosją w kompromitowaniu Hillary Clinton będzie prowadził uczciwie. Podczas przesłuchania przed komisją Senatu Comey powtórzył swoją wersję wydarzeń w zeznaniu pod przysięgą.

## Życie prywatne
Żonaty z Patrice, mają pięcioro dzieci.